# Swets & Zeitlinger

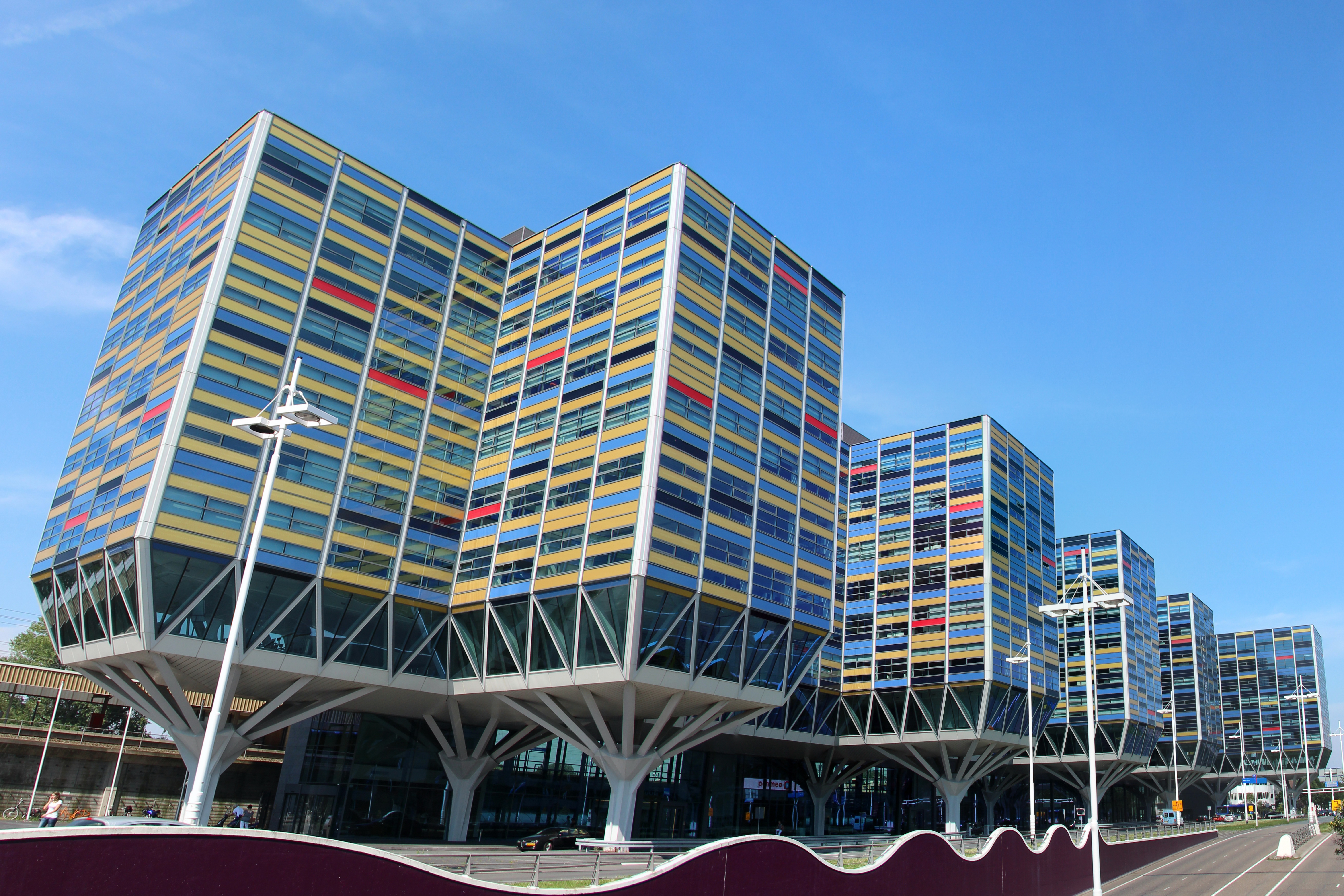
Het laatste adres van Swets & Zeitlinger; het Achmea-gebouw in Leiden

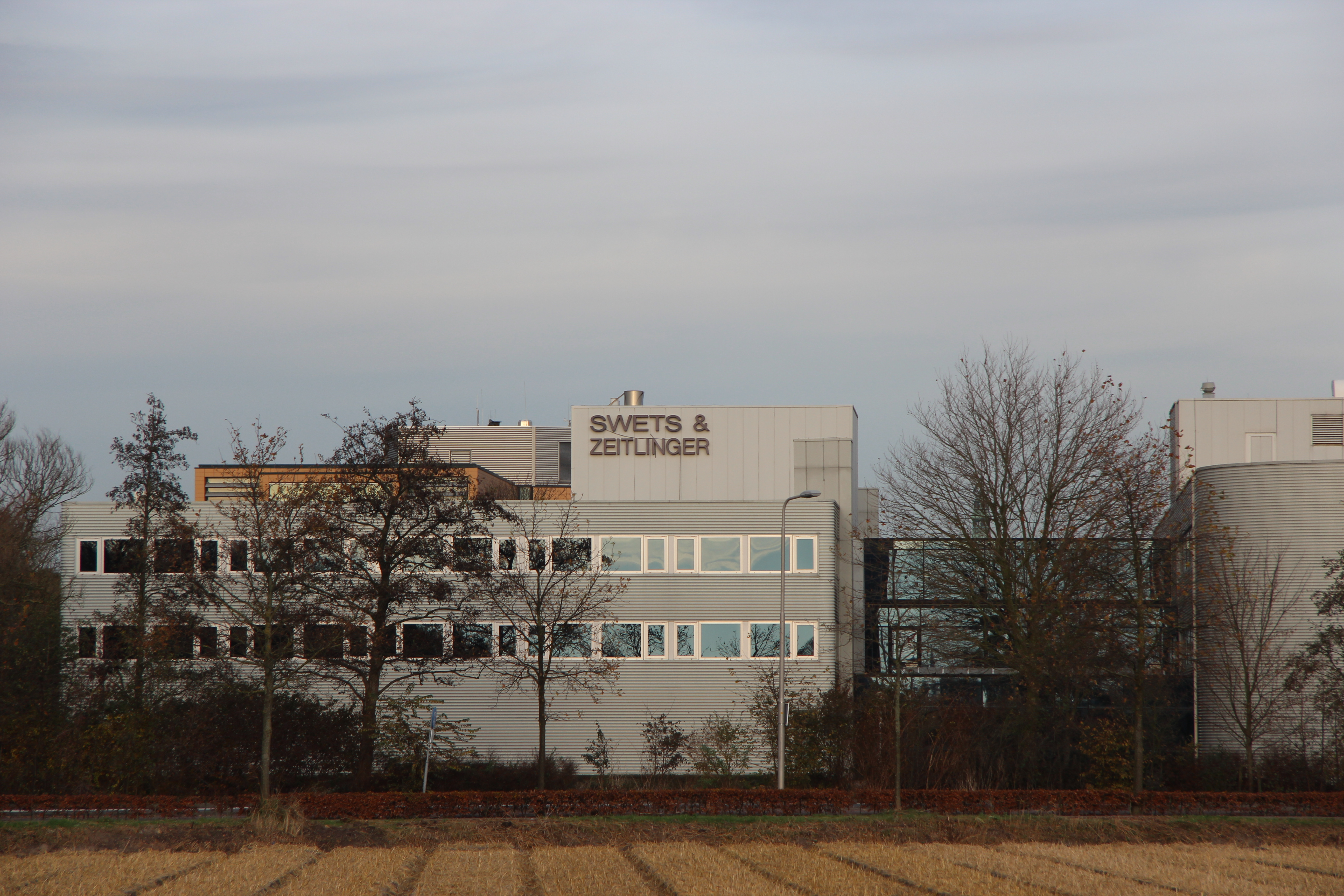
Het voormalige gebouw van Swets & Zeitlinger in Lisse

Royal Swets & Zeitlinger, handelend onder de naam Swets, was een informatiebemiddelaar en verzorger van het abonnementenbeheer van vak- en wetenschappelijke bladen voor uitgevers, universiteiten en bibliotheken. Sinds 2012 was het bedrijf gevestigd in Leiden. Na surseance van betaling volgde in september 2014 het faillissement. Voor de dochterondernemingen juridische boekhandel Jongbloed en ACCUCOMS is sprake van een doorstart.

## Geschiedenis

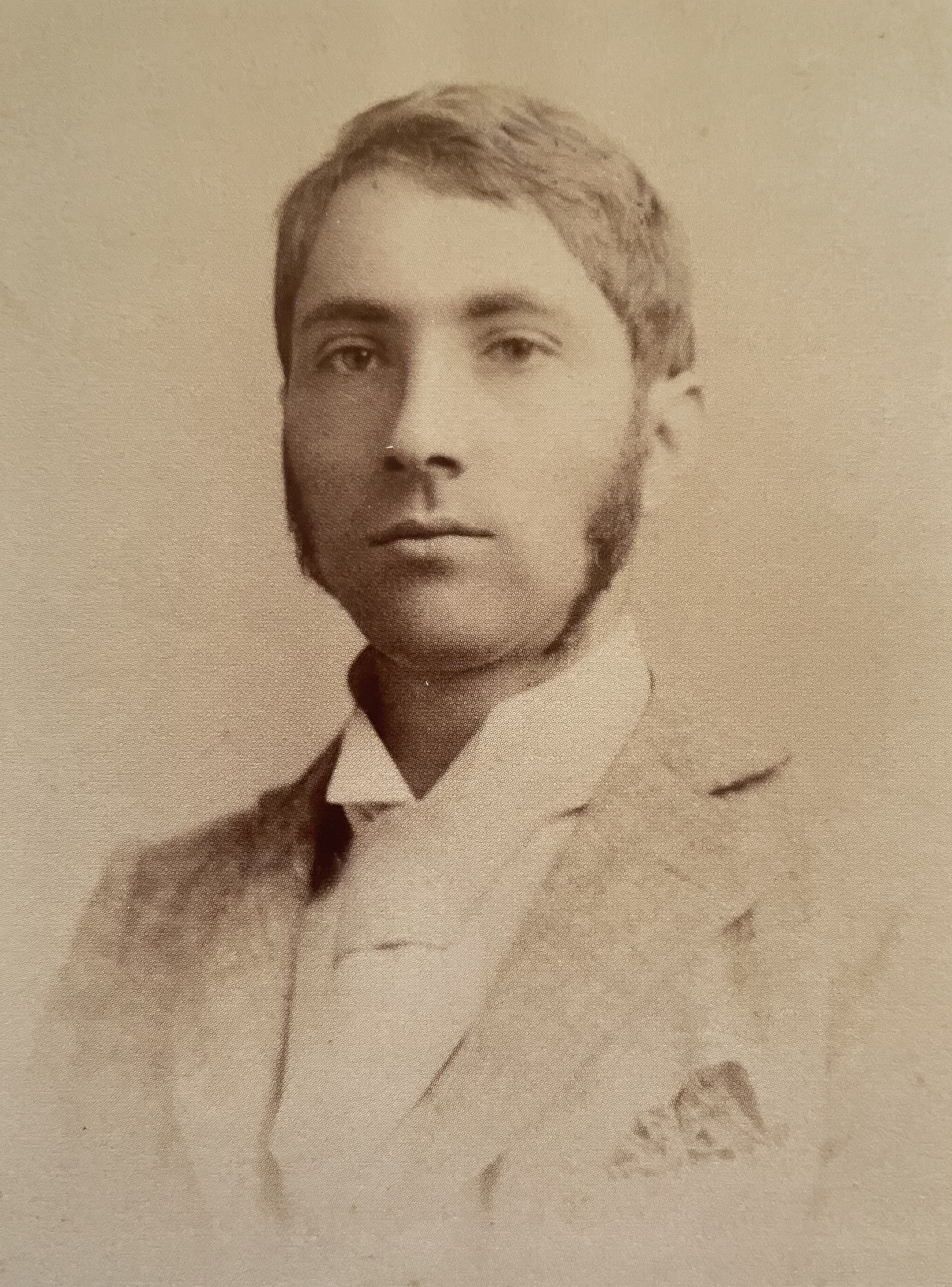
Adriaan Swets rond 1900

De Amsterdamse academische boekhandel en antiquariaat in wetenschappelijke uitgaven Swets & Zeitlinger werd op 26 september 1901 aan de Vijzelstraat 67 geopend door Adriaan Swets en Heinrich Zeitlinger. Heinrich Zeitlinger verliet de firma al na een jaar, maar zijn naam bleef gehandhaafd, al bleef het bedrijf tot 1995 uitsluitend in handen van de familie Swets. In dat jaar werd deel van het familiebelang verkocht aan onder andere de participatiemaatschappijen Nesbic en NPM. De boekwinkel werd een leverancier voor bibliotheken over de hele wereld. In de dertiger jaren kwam er een afzonderlijke afdeling voor de leveringen van oude jaargangen van periodieken. Niet lang daarna gevolgd door een afdeling die zich specialiseerde in de verzorging van abonnementen op periodieken. Swets & Zeitlinger groeide uit tot een internationale uitgever met kantoren in 27 landen en afnemers in 160 landen.
In 1966 was de "Internationale Boekhandelaren en Uitgevers N.V. Swets & Zeitlinger" gevestigd aan de Keizersgracht 471 en 487 te Amsterdam. In de vestiging met antiquariaat op de Keizersgracht 487, gevestigd in het voormalige Pakhuis Sparreboom, woedde in 1952 een grote brand waarbij een groot deel van de collectie oude boeken verloren ging.
Bij het honderdjarig bestaan in 2001 werd het predicaat 'Koninklijk' toegekend en werd de naam "Royal Swets & Zeitlinger".
Eind 2003 verkocht Swets & Zeitlinger vanwege tegenvallende resultaten de uitgeverijdivisie met de uitgeverijen Swets & Zeitlinger Publishers en A. A. Balkema (37 werknemers) aan Taylor & Francis en specialiseerde zich tot een wereldwijde intermediair voor abonnementenservices tussen uitgevers enerzijds en universiteiten en bibliotheken anderzijds. In 2007 nam de private-equityfirma Gilde Buy Out Partner alle aandelen over van de toenmalige eigenaren. Volgens ingewijden zou met de verkoop een bedrag van € 200 mln gemoeid zijn. Voor de financiering van de overname werd gebruikgemaakt van een lening van tientallen miljoenen van een consortium van banken onder leiding van Royal Bank of Scotland en de Britse geldschieter Intermediate Capital Group (ICG).
Swets & Zeitlinger was vanaf circa 1973 gevestigd in Lisse. In augustus 2012 verhuisde men naar Leiden, waar men introk in een gedeelte van het nieuwe kantoor van Zilveren Kruis Achmea. Eind 2013 bedroeg de personeelsomvang 572 FTE's; de omzet over 2013 was € 550,4 miljoen (2012: € 596,2 miljoen) en het resultaat was een verlies van € 1,9 miljoen (2012: € 5,0 miljoen winst).

## Organisatie
Ultimo 2013 bestond Swets & Zeitlinger uit de volgende Nederlandse vennootschappen:
- Royal Swets & Zeitlinger Holding N.V
- Swets & Zeitlinger Beheer B.V.
- Swets & Zeitlinger Finance B.V.
- Swets & Zeitlinger International Holding B.V.
- Swets Information Services B.V.
- Frencken Information Services B.V.
- Swets Domus B.V.
- Concordia B.V.
- Accucoms B.V.
- Bladercom B.V.
- Jongbloed Information Services B.V.

Daarnaast was er nog een twintigtal buitenlandse rechtspersonen voor de buitenlandse vestigingen.

## Activiteiten
Na een herstructurering & 'turn-around' in 2005, oftewel een zeer ingrijpend veranderingsproces, specialiseerde Swets & Zeitlinger zich op het terrein van de wereldwijde dienstverlening op het gebied van de acquisitie, het toegang verlenen tot en het beheren van professionele en wetenschappelijke informatie. De dienstverlening richtte zich enerzijds op bibliothecarissen en informatie-managers voor wie de administratie en het beheer van abonnementen kan worden gedaan, en anderzijds op uitgeverijen, voor wie - met name in het buitenland - verkoop en distributie kan worden overgenomen. In 2009 beheerde Swets & Zeitlinger meer dan 1,4 miljoen abonnementen en werden meer dan 65.000 uitgevers wereldwijd vertegenwoordigd.

## Surseance en faillissement

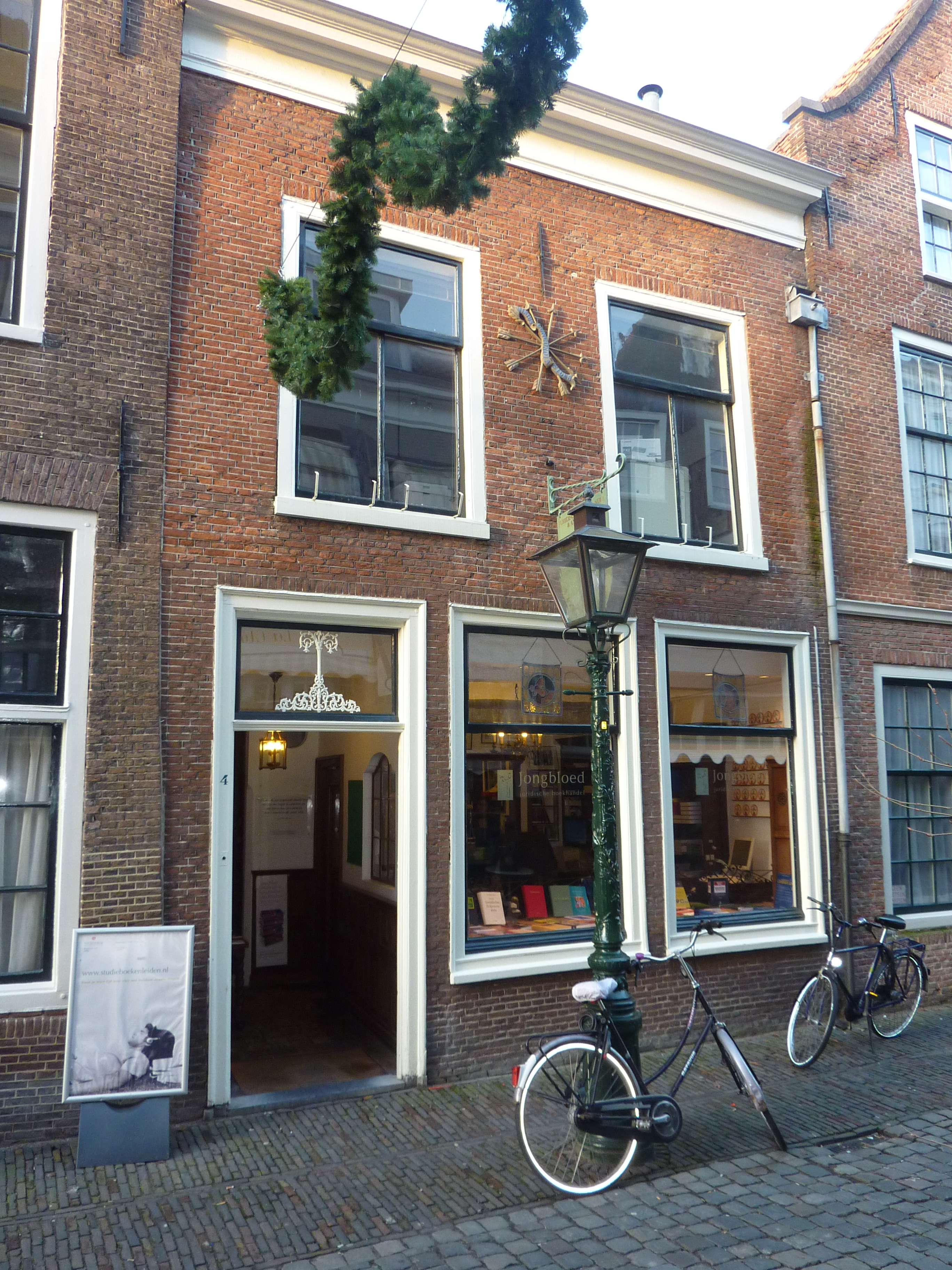
De winkel van Jongbloed in de Kloksteeg te Leiden, voordat die in 2014 introk bij boekhandel De Kler aan de Breestraat.

Door de economische crisis sinds 2008 en het verschuiven van papieren naar digitale abonnementen kwam Swets & Zeitlinger geleidelijk in de problemen. In het jaarverslag over 2013 d.d. 25 juli 2014 werd dit toegelicht en werden nog enkele bijzondere mededelingen gedaan:
- Ultimo 2013 maar ook einde 1e en 2e kwartaal 2014 was Swets & Zeitlinger niet in staat aan zijn verplichtingen inzake de langetermijnfinanciering te voldoen met als gevolg dat de geldverschaffers (het consortium van banken onder leiding van Royal Bank of Scotland en de Britse geldschieter Intermediate Capital Group) bevoegd waren onmiddellijke en volledige terugbetaling te eisen;
- Bovendien was duidelijk geworden dat voor de beoogde reorganisatie van het bedrijf meer geld nodig zou zijn dan er beschikbaar was;
- Aandeelhouders en financiers hadden besloten alle aandelen in het bedrijf te koop aan te bieden en daartoe een veiling te organiseren in het derde kwartaal van 2014;
- In afwachting van de verkoop waren de financiers bereid hun recht tot onmiddellijke en volledige terugbetaling aan te houden, mits de verkoopcijfers zich volgens plan zouden ontwikkelen.

De gewenste verkoop van het bedrijf bleef uit en op 19 september 2014 werd surseance van betaling verleend aan Swets & Zeitlinger Group BV. Op 23 september 2014 vroeg Swets Information Services B.V. (met circa 110 werknemers) haar faillissement aan, hetgeen op dezelfde datum werd verleend. Buiten het faillissement bleven de buitenlandse activiteiten, maar al op 1 oktober 2014 werd bekend dat ook de moederholding, Swets & Zeitlinger Group, failliet was verklaard. Dit bleek uit een aantekening van 29 september 2014 in het register van de Kamer van Koophandel.
Op 21 oktober 2014 maakte curator J.L.M. (Marcel) Groenewegen van CMS Derks Star Busmann N.V. bekend dat de boekhandelsactiviteiten - niet de fysieke winkel maar de website - van Jongbloed Juridische Boekhandel konden worden overgenomen door Managementboek.nl. en op 6 november 2014 maakte ACCUCOM bekend dat dit bedrijfsdeel was teruggekocht door het managementteam bestaande uit oprichter en directeur Pinar Erzin, Egon Menardi, Simon Boisseau en Rakesh Malik.
Op 24 november 2014 bleek uit het register van de Kamer van Koophandel dat nog vijf onderdelen van Swets & Zeitlinger failliet zijn: houdstermaatschappij Koninklijke Swets & Zeitlinger Holding, Swets & Zeitlinger Finance, Swets & Zeitlinger Beheer, Swets & Zeitlinger International Holding, en Swets Domus. Ook in de nieuwe faillissementen treedt J.L.M. (Marcel) Groenewegen op als curator.
Naar verwachting leidt het faillissement - naast het mogelijke verlies aan werkgelegenheid - tot een strop van 72 miljoen euro voor het consortium van banken en kredietverschaffer ICG; ook grootaandeelhouder Gilde zou veel geld verliezen.